# Všeobecné volby ve Spojeném království 2019
Všeobecné volby ve Spojeném království byly předčasné volby do Dolní sněmovny (dolní komory) parlamentu Spojeného království, které se konaly 12. prosince 2019. Předchozí (rovněž předčasné) volby se konaly v červnu roku 2017.
Při volbách mohlo v 650 volebních obvodech z celkem 3 322 kandidátů volit okolo 46 milionů voličů. Hlavním volebním tématem byl brexit, kromě toho se diskutovalo mj. o stavu zdravotnictví a zdravotního pojištění v zemi. Ve volbách s velkým náskokem zvítězila probrexitová Konzervativní strana premiéra Borise Johnsona a získala výraznou absolutní většinu mandátů. K tomu jí napomohl tradiční volební systém, kterým je přisouzen jediný mandát pro každý obvod tomu kandidátovi, jenž získá nejvíce platných hlasů voličů.

## Situace před volbami
Poté, co se Boris Johnson neúspěšně pokusil třikrát rozpustit parlament a vyhlásit nové volby, bylo 29. října 2019 Dolní sněmovnou schváleno vypsání předčasných parlamentních voleb a 6. listopadu byl parlament rozpuštěn.
19. listopadu proběhla v BBC předvolební debata, při které se střetli Boris Johnson a Jeremy Corbyn, vůdcové dvou největších politických stran Spojeného království. Během listopadu představily politické strany své volební programy. Konzervativci prosazovali odchod Spojeného království z Evropské unie do 31. ledna 2020 na základě podmínek, dojednaných v říjnu 2019. Dále navrhovali snižování daní nebo vyšší investice do školství či zdravotnictví. Labouristická strana plánovala úpravu dohody s EU a následné referendum o brexitu, dále navrhovali zvýšení mezd ve veřejném sektoru, vyšší firemní daně, důslednější boj proti klimatickým změnám či znárodnění částí infrastruktury. Hlavním heslem Liberálních demokratů bylo „Stop Brexit“. Johnson a Konzervativní strana propagovali heslo „Get Brexit Done“ (Uskutečněme brexit), které se ukázalo jako velmi účinné u velkého počtu voličů.
Předvolební kampaň dvou hlavních stran byla na konci listopadu 2019 pozastavena kvůli teroristickému útoku v Londýně.

## Předvolební průzkumy

Celostátní průzkumy od voleb 2017 do voleb 2019

### Výběr
| Průzkum                       | Konzervativní strana | Labouristická strana | Liberálně demokratická strana | Zelená strana Anglie a Walesu | Brexit Party |
| ----------------------------- | -------------------- | -------------------- | ----------------------------- | ----------------------------- | ------------ |
| Panelbase (6. prosince 2019)  | 43 %                 | 34 %                 | 13 %                          | 2 %                           | 3 %          |
| Ipsos MORI (4. prosince 2019) | 44 %                 | 32 %                 | 13 %                          | 3 %                           | 2 %          |
| YouGov (3. prosince 2019)     | 42 %                 | 33 %                 | 12 %                          | 4 %                           | 4 %          |

## Výsledky
| 365           | 202        | 48  | 11 | 24 |
| Konzervativci | Labouristé | SNP | LD | O  |

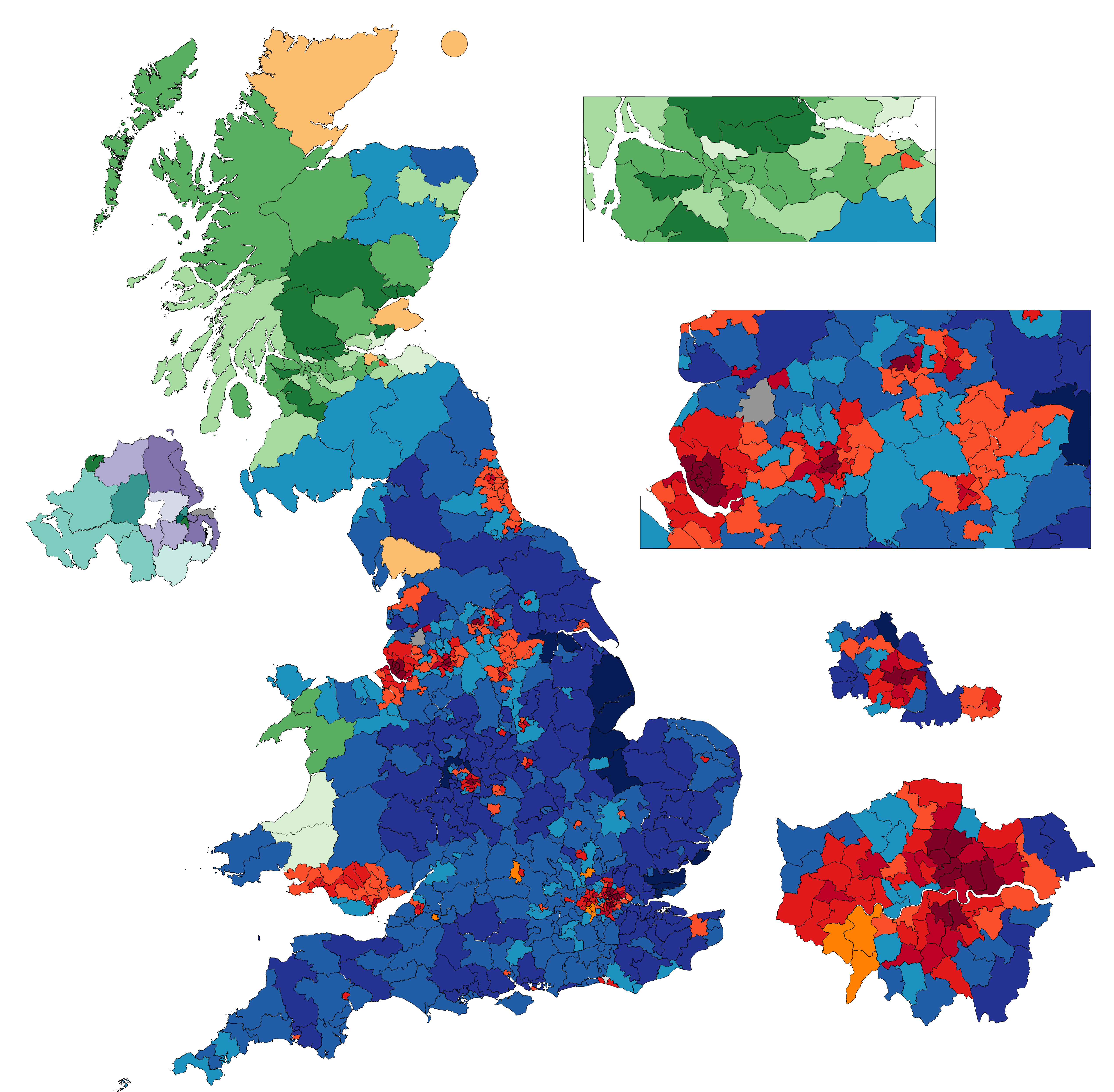
Výsledky podle náskoku vítězné strany v jednotlivých obvodech
Konzervativci >70%
Konzervativci 60%–70%
Konzervativci 50%–60%
Konzervativci <50%
Labouristé >70%
Labouristé 60%–70%
Labouristé 50%–60%
Labouristé <50%
Nacionalisté >50%
Nacionalisté 40%–45%
Nacionalisté <40%
Republikáni >50%
Republikáni 45%–50%
Republikáni 40%–45%
Republikáni <40%
Unionisté 45%–50%
Unionisté 40%–45%
Unionisté <40%
Liberální demokraté >50%
Liberální demokraté <50%
Ostatní

Vítězné strany podle obvodů (každý obvod zabírá stejnou plochu)

Podle prvních odhadů uveřejněných okamžitě po uzavření volebních místností dne 12. prosince 2019 ve 23 hod. SEČ získala Johnsonova Konzervativní strana absolutní většinu v Dolní sněmovně. Podle oznámených výsledků bude mít Konzervativní strana v Dolní sněmovně 365 poslanců. Tím získal Johnson pro prosazení svého plánu odchodu z EU jasný mandát, zatímco opoziční Labouristická strana bude mít jen 203 poslanců. Konečné výsledky voleb byly oznámeny 13. prosince odpoledne. Volební účast byla 67,3 %.
|                        | Konzervativci | Labouristé    | Lib Dem    | SNP                | Zelení            | DUP           | Sinn Féin        | Plaid Cymru | Aliance    | SDLP           |
| ---------------------- | ------------- | ------------- | ---------- | ------------------ | ----------------- | ------------- | ---------------- | ----------- | ---------- | -------------- |
| Volební lídr           | Boris Johnson | Jeremy Corbyn | Jo Swinson | Nicola Sturgeonová | Caroline Lucasová | Arlene Foster | Michelle O'Neill | Adam Price  | Naomi Long | Colum Eastwood |
| Počet hlasů            | 13 966 451    | 10 265 912    | 3 696 419  | 1 242 380          | 835 579           | 244 127       | 181 853          | 153 265     | 134 115    | 118 737        |
| Podíl                  | 43,6 % ▲      | 32,2 % ▼      | 11,6 % ▲   | 3,9 % ▲            | 2,7 % ▲           | 0,8 % ▼       | 0,6 % ▼          | 0,5 % ▬     | 0,4 % ▲    | 0,4 % ▲        |
| Počet mandátů          | 365 ▲         | 202 ▼         | 11 ▼       | 48 ▲               | 1 ▬               | 8 ▼           | 7 ▬              | 4 ▬         | 1 ▲        | 2 ▲            |
| Předchozí volby (2017) | 42,4 % (317)  | 40 % (262)    | 7,4 % (12) | 3 % (35)           | 1,6 % (1)         | 0,9 % (10)    | 0,7 % (7)        | 0,5 % (4)   | 0,2 % (0)  | 0,3 % (0)      |

### Podrobné výsledky
| Strana  | Strana               | Lídr                             | Mandáty | Mandáty | Mandáty | Hlasy      | Hlasy |
| Strana  | Strana               | Lídr                             | Počet   | v %     | +/-     | Počet      | v %   |
| ------- | -------------------- | -------------------------------- | ------- | ------- | ------- | ---------- | ----- |
|         | Konzervativní strana | Boris Johnson                    | 365     | 56.2    | ▲48     | 13,966,454 | 43.6  |
|         | Labouristická strana | Jeremy Corbyn                    | 202     | 31.1    | ▼60     | 10,269,051 | 32.1  |
|         | Liberální demokraté  | Jo Swinson                       | 11      | 1.7     | ▼1      | 3,696,419  | 11.6  |
|         | SNP                  | Nicola Sturgeonová               | 48      | 7.4     | ▲13     | 1,242,380  | 3.9   |
|         | Zelení               | Siân Berryová a Jonathan Bartley | 1       | 0.2     | ▬0      | 835,579    | 2.7   |
|         | Brexit Party         | Nigel Farage                     | 0       |         | ▬0      | 644,257    | 2.0   |
|         | DUP                  | Arlene Foster                    | 8       | 1.2     | ▼2      | 244,128    | 0.8   |
|         | Sinn Féin            | Mary Lou McDonald                | 7       | 1.1     | ▬0      | 181,853    | 0.6   |
|         | Plaid Cymru          | Adam Price                       | 4       | 0.6     | ▬0      | 153,265    | 0.5   |
|         | Aliance              | Naomi Long                       | 1       | 0.2     | ▲1      | 134,115    | 0.4   |
|         | SDLP                 | Colum Eastwood                   | 2       | 0.3     | ▲2      | 118,737    | 0.4   |
|         | UUP                  | Steve Aiken                      | 0       |         | ▬0      | 93,123     | 0.3   |
|         | Yorkshire Party      | Christopher Whitwood             | 0       |         | ▬0      | 29,201     | 0.1   |
|         | Skotští zelení       | Patrick Harvie a Lorna Slater    | 0       |         | ▬0      | 28,122     | 0.1   |
|         | Speaker              | Sir Lindsay Hole                 | 1       | 0.2     | ▬0      | 26,831     | 0.1   |
|         | UKIP                 | Patricia Mountain                | 0       |         | ▬0      | 22,817     | 0.1   |
| ostatní | ostatní              |                                  | 0       |         |         | 327,778    | 1.0   |
| celkem  | celkem               |                                  | 650     | 100     |         | 32,014,110 | 100   |

| \| Hlasy \| Hlasy \| Hlasy \| Hlasy \| Hlasy \| \| ------------- \| ------------- \| ----- \| ------ \| ------ \| \| \| \| \| \| \| \| Konzervativci \| Konzervativci \| \| 43,6 % \| 43,6 % \| \| Labouristé \| Labouristé \| \| 32,2 % \| 32,2 % \| \| Lib Dem \| Lib Dem \| \| 11,6 % \| 11,6 % \| \| SNP \| SNP \| \| 3,9 % \| 3,9 % \| \| Zelení \| Zelení \| \| 2,7 % \| 2,7 % \| \| Brexit \| Brexit \| \| 2,0 % \| 2,0 % \| \| ostatní \| ostatní \| \| 4,0 % \| 4,0 % \| |               |  |        |        |
| Hlasy |               |  |        |        |
| |               |  |        |        |
| Konzervativci | Konzervativci |  | 43,6 % | 43,6 % |
| Labouristé | Labouristé    |  | 32,2 % | 32,2 % |
| Lib Dem | Lib Dem       |  | 11,6 % | 11,6 % |
| SNP | SNP           |  | 3,9 %  | 3,9 %  |
| Zelení | Zelení        |  | 2,7 %  | 2,7 %  |
| Brexit | Brexit        |  | 2,0 %  | 2,0 %  |
| ostatní | ostatní       |  | 4,0 %  | 4,0 %  |

| \| Mandáty \| Mandáty \| Mandáty \| Mandáty \| Mandáty \| \| ------------- \| ------------- \| ------- \| ------- \| ------- \| \| \| \| \| \| \| \| Konzervativci \| Konzervativci \| \| 56,2 % \| 56,2 % \| \| Labouristé \| Labouristé \| \| 31,1 % \| 31,1 % \| \| SNP \| SNP \| \| 7,4 % \| 7,4 % \| \| Lib Dem \| Lib Dem \| \| 1,7 % \| 1,7 % \| \| DUP \| DUP \| \| 1,2 % \| 1,2 % \| \| Sinn Féin \| Sinn Féin \| \| 1,1 % \| 1,1 % \| \| ostatní \| ostatní \| \| 1,3 % \| 1,3 % \| |               |  |        |        |
| Mandáty |               |  |        |        |
| |               |  |        |        |
| Konzervativci | Konzervativci |  | 56,2 % | 56,2 % |
| Labouristé | Labouristé    |  | 31,1 % | 31,1 % |
| SNP | SNP           |  | 7,4 %  | 7,4 %  |
| Lib Dem | Lib Dem       |  | 1,7 %  | 1,7 %  |
| DUP | DUP           |  | 1,2 %  | 1,2 %  |
| Sinn Féin | Sinn Féin     |  | 1,1 %  | 1,1 %  |
| ostatní | ostatní       |  | 1,3 %  | 1,3 %  |

## Reakce na výsledek
Po propadu labouristů oznámil jejich předseda Jeremy Corbyn, že nemá v úmyslu vést stranu do dalších voleb.
Nicola Sturgeonová, předsedkyně Skotské národní strany, oznámila, že chce podniknout kroky k vypsání nového referenda o nezávislosti Skotska.
Po oznámení výsledků posílila britská libra k euru, americkému dolaru i české koruně.